# Divizia B 1938-1939
Divizia B 1938–1939 a fost al cincilea sezon al celui de-al doilea nivel al sistemului de ligi ale fotbalului românesc.

## Format
Formatul a fost schimbat, de la două serii de 12 echipe la patru serii regionale de 10 echipe. Câștigătorii seriei au jucat un play-off de promovare și doar primele trei locuri au promovat în Divizia A.

## Schimbări de echipe
| În Divizia B Promovate din Divizia C IS Câmpia Turzii Turda București Mociornița Colțea București Minerul Lupeni Monopol Târgu Mureș Traian Tighina Mihai Viteazul Chișinău Retrogradate din Divizia A Unirea Tricolor București Universitatea Cluj CA Oradea Vulturii Textila Lugoj Jiul Petroșani Crișana Oradea CFR Brașov Dacia Unirea Brăila Olimpia CFR Satu Mare Dragoș Vodă Cernăuți | Din Divizia B Retrogradate în campionatele districtuale — Promovate în Divizia A Tricolor Ploiești UD Reșița |

### Echipe redenumite
Victoria Constanța a fost redenumită AS Constanța.

### Echipe înscrise
Victoria CFR Iași și Luceafărul București au fost înscrise în Divizia B.

### Echipe descalificate
Telefon Club București s-a retras din Divizia B.

## Localizarea echipelor
- Seria Sud Est - punct rosu, Seria Sud–Vest - punct albastru, Seria Nord-Vest - punct verde, Seria Nord–Est - punct gri.

## Clasamentele ligii

### Seria Sud-Est
| Loc | Echipa                           | MJ | V  | E | Î  | GM | GP | DG  | Pct | Calificare sau retrogradare         |
| --- | -------------------------------- | -- | -- | - | -- | -- | -- | --- | --- | ----------------------------------- |
| 1   | Unirea Tricolor București (C, P) | 18 | 13 | 3 | 2  | 52 | 21 | +31 | 29  | Calificare în Play-off de promovare |
| 2   | Maccabi București                | 18 | 13 | 1 | 4  | 49 | 28 | +21 | 27  |                                     |
| 3   | Prahova Ploiești                 | 18 | 11 | 4 | 3  | 55 | 37 | +18 | 26  |                                     |
| 4   | Constanța                        | 18 | 11 | 3 | 4  | 57 | 34 | +23 | 25  |                                     |
| 5   | Dacia Unirea Brăila              | 18 | 7  | 3 | 8  | 36 | 42 | −6  | 17  |                                     |
| 6   | Franco-Româna Brăila             | 18 | 5  | 6 | 7  | 42 | 38 | +4  | 16  |                                     |
| 7   | Turda București                  | 18 | 4  | 4 | 10 | 36 | 49 | −13 | 12  |                                     |
| 8   | CFR Brașov (R)                   | 18 | 4  | 3 | 11 | 35 | 51 | −16 | 11  | Retrogradare în Divizia C           |
| 9   | Luceafărul București (R)         | 18 | 3  | 3 | 12 | 25 | 50 | −25 | 9   | Retrogradare în Divizia C           |
| 10  | Mociornița Colțea București (R)  | 18 | 4  | 0 | 14 | 25 | 62 | −37 | 8   | Retrogradare în Divizia C           |

### Seria Nord–Est
| Loc | Echipa                           | MJ | V  | E | Î  | GM | GP | DG  | Pct | Calificare sau retrogradare         |
| --- | -------------------------------- | -- | -- | - | -- | -- | -- | --- | --- | ----------------------------------- |
| 1   | Gloria CFR Galați (C, P)         | 18 | 16 | 1 | 1  | 66 | 16 | +50 | 33  | Calificare în Play-off de promovare |
| 2   | Dacia VA Galați                  | 18 | 13 | 2 | 3  | 54 | 18 | +36 | 28  |                                     |
| 3   | Dragoș Vodă Cernăuți             | 18 | 10 | 3 | 5  | 58 | 26 | +32 | 23  |                                     |
| 4   | Textila Moldova Iași             | 18 | 9  | 2 | 7  | 32 | 19 | +13 | 20  |                                     |
| 5   | Sporting Chișinău                | 18 | 9  | 2 | 7  | 30 | 31 | −1  | 20  |                                     |
| 6   | Victoria CFR Iași                | 18 | 4  | 5 | 9  | 20 | 37 | −17 | 13  |                                     |
| 7   | Mihai Viteazul Chișinău          | 18 | 5  | 3 | 10 | 23 | 61 | −38 | 13  |                                     |
| 8   | Traian Tighina                   | 18 | 4  | 3 | 11 | 28 | 62 | −34 | 11  |                                     |
| 9   | Hatmanul Luca Arbore Radăuți (R) | 18 | 4  | 3 | 11 | 30 | 41 | −11 | 11  | Retrogradare în Divizia C           |
| 10  | Jahn Cernăuți (R)                | 18 | 2  | 2 | 14 | 15 | 51 | −36 | 6   | Retrogradare în Divizia C           |

### Seria Sud–Vest
| Loc | Echipa                   | MJ | V  | E | Î  | GM | GP | DG  | Pct | Calificare sau retrogradare         |
| --- | ------------------------ | -- | -- | - | -- | -- | -- | --- | --- | ----------------------------------- |
| 1   | CAM Timișoara (C, P)     | 18 | 15 | 0 | 3  | 64 | 16 | +48 | 30  | Calificare în Play-off de promovare |
| 2   | CA Oradea                | 18 | 12 | 1 | 5  | 51 | 18 | +33 | 25  |                                     |
| 3   | Jiul Petroșani           | 18 | 11 | 2 | 5  | 41 | 25 | +16 | 24  |                                     |
| 4   | Minerul Lupeni           | 18 | 9  | 1 | 8  | 37 | 25 | +12 | 19  |                                     |
| 5   | Craiovan Craiova         | 18 | 9  | 1 | 8  | 35 | 35 | 0   | 19  |                                     |
| 6   | Vulturii Textila Lugoj   | 18 | 9  | 0 | 9  | 37 | 38 | −1  | 18  |                                     |
| 7   | CFR Simeria              | 18 | 8  | 2 | 8  | 24 | 25 | −1  | 18  |                                     |
| 8   | Rovine Grivița Craiova   | 18 | 7  | 1 | 10 | 25 | 43 | −18 | 15  |                                     |
| 9   | Unirea MV Alba Iulia (R) | 18 | 5  | 1 | 12 | 18 | 51 | −33 | 11  | Retrogradare în Divizia C           |
| 10  | Șoimii Sibiu (R)         | 18 | 0  | 1 | 17 | 7  | 63 | −56 | 1   | Retrogradare în Divizia C           |

### Seria Nord–Vest
| Loc | Echipa                  | MJ | V  | E | Î  | GM | GP | DG  | Pct | Calificare sau retrogradare         |
| --- | ----------------------- | -- | -- | - | -- | -- | -- | --- | --- | ----------------------------------- |
| 1   | Mureșul Târgu Mureș (C) | 18 | 14 | 1 | 3  | 51 | 19 | +32 | 29  | Calificare în Play-off de promovare |
| 2   | IS Câmpia Turzii        | 18 | 10 | 2 | 6  | 34 | 24 | +10 | 22  |                                     |
| 3   | Universitatea Cluj      | 18 | 9  | 3 | 6  | 31 | 22 | +9  | 21  |                                     |
| 4   | Crișana Oradea          | 18 | 8  | 4 | 6  | 31 | 19 | +12 | 20  |                                     |
| 5   | Stăruința Oradea        | 18 | 8  | 2 | 8  | 30 | 32 | −2  | 18  |                                     |
| 6   | Olimpia CFR Satu Mare   | 18 | 7  | 1 | 10 | 16 | 30 | −14 | 15  |                                     |
| 7   | Monopol Târgu Mureș     | 18 | 6  | 3 | 9  | 28 | 34 | −6  | 15  |                                     |
| 8   | Victoria Carei          | 18 | 6  | 2 | 10 | 16 | 33 | −17 | 14  |                                     |
| 9   | SG Sibiu (R)            | 18 | 6  | 1 | 11 | 23 | 39 | −16 | 13  | Retrogradare în Divizia C           |
| 10  | Tricolor Baia Mare (R)  | 18 | 5  | 3 | 10 | 29 | 37 | −8  | 13  | Retrogradare în Divizia C           |

## Play-off de promovare
Câștigătorii seriei au jucat un play-off de promovare pentru a decide primele trei echipe care au promovat în Divizia A.

### Runda 1
| CAM Timișoara (SW)             | 4–2 | (NW) Mureșul Târgu Mureș \|\|4–1\|\|0–1 |
| Unirea Tricolor București (SE) | 2–2 | (NE) Gloria CFR Galați \|\|2–2\|\|0–0   |

### Runda 2
| Echipa 1                       | Scor | Echipa 2               |
| ------------------------------ | ---- | ---------------------- |
| Unirea Tricolor București (SE) | 2–0  | (NE) Gloria CFR Galați |

### Runda 3
| Gloria CFR Galați (NE) | 4–3 | (NW) Mureșul Târgu Mureș \|\|4–1\|\|0–2 |

Note:
- CAM Timișoara, Unirea Tricolor București și  Gloria CFR Galați au promovat în Divizia A 1939–40.